# Proces dowodzenia
Proces dowodzenia – powtarzający się informacyjno-decyzyjny cykl działań ukierunkowany na przygotowanie i użycie podległych wojsk. Polega on na nieustannym zbieraniu i opracowywaniu informacji oraz przetwarzaniu ich w odpowiednie decyzje, które w postaci zadań przekazywane są wykonawcom. Składa się z powtarzalnych faz, etapów i czynności. Jest jednym z trzech komponentów systemu dowodzenia siłami zbrojnymi.

To całokształt działań realizowanych przez organa dowodzenia w celu podjęcia decyzji, opracowania i postawienia zadań podwładnym i nadzorowania ich wykonania. Jest to proces, który realizuje dowódca, jego sztab i podwładni dowódcy, aby zaplanować, kierować, koordynować i nadzorować wykonanie zadań.

## Narodowy proces dowodzenia (Siły Zbrojne RP)
W narodowym procesie dowodzenia występuje wiele faz, etapów i czynności realizowanych na wszystkich szczeblach dowodzenia.

 Wyróżnione zostały cztery fazy:
- Faza I – ustalanie położenia. Ustalenie położenia jest procesem ciągłym. Charakteryzuje się pozyskiwaniem, gromadzeniem, porządkowaniem, przechowywaniem, wartościowaniem, porównywaniem i zobrazowaniem wszelkiego rodzaju informacji dotyczących wojsk własnych, przeciwnika oraz warunków prowadzenia działań. Ma dać dowódcy odpowiedź na pytania dotyczące warunków, w jakich realizowane będzie nowe zadanie. Określone zostają elementy środowiska działań przydatne w trakcie opracowywania wariantów działania. Wymienione przedsięwzięcia muszą doprowadzić do stworzenia dowódcy maksymalnie przejrzystego obrazu sytuacji[8][9][10].

- Faza II – planowanie. W trakcie planowania dokładnym analizom i ocenom podlega zadanie otrzymane od przełożonego oraz czynniki wpływające na jego wykonanie. W trakcie tej fazy wypracowane są warianty działania wojsk własnych. W ramach fazy planowania podejmowana jest decyzja oraz formułowany jest zamiar działania. Powstaje w tym czasie również plan działania oraz rozkaz bojowy[8][9][11].

- Faza III – stawianie zadań. Celem tej fazy jest doprowadzenie do wykonawców zadań wynikających z decyzji podjętej przez dowódcę. Zazwyczaj rozpoczyna się ona po zakończeniu opracowywania rozkazu bojowego. W przypadku zastosowania wstępnych zarządzeń bojowych, faza stawiania zadań rozpocznie się po sporządzeniu planu działania[12][13][14].

- Faza IV – kontrola. Celem kontroli jest sprawdzenie efektów dotychczasowego planowania i postawienia zadań oraz sposobu ich wprowadzania w życie. Zapewnia ona też ciągłość procesu dowodzenia, a jej rezultaty stanowią podstawę do uaktualniania posiadanych danych o sytuacji. Za realizację kontroli odpowiedzialny jest dowódca, który planował i stawiał zadania. Wyróżnia się następujące środki realizacji kontroli: elementy dowodzenia i koordynacji działań, synchronizację działań, monitorowanie sytuacji oraz podejmowanie działań mających zmniejszyć różnice między stanem zaplanowanym a rzeczywistym[15][16][17].

Proces dowodzenia w Siłach Zbrojnych RP przedstawiony w doktrynie Planowanie działań na szczeblu taktycznym w wojskach
lądowych wymaga od obsady organu dowodzenia wielkiego nakładu sił i jest czasochłonny. Na polu walki czas na podjęcie decyzji może być krótki lub też obsada organu dowodzenia na stanowisku dowodzenia będzie niewystarczająca. Ograniczy to w sposób zasadniczy planowanie działań tradycyjnym sposobem. Organ dowodzenia może zastosować uproszczony cykl decyzyjny procesu dowodzenia.

## Sojuszniczy proces dowodzenia (NATO)
Sojuszniczy cykl decyzyjny procesu dowodzenia realizowany jest w ramach procesu kierowania i dowodzenia NATO. Składa się on z sześciu faz, które są ściśle powiązane z przedsięwzięciami realizowanymi zarówno na szczeblach politycznym jak i militarnym.

Na poziomie operacyjnym wyszczególnia się następujące fazy cyklu decyzyjnego procesu dowodzenia:
- Faza 1 – ustalenie sytuacji operacyjnej (Situation Awareness) rozpoczyna się z chwilą wyznaczenia obszaru zainteresowania oraz przekazania odpowiedzialności za monitorowanie sytuacji. Polega na gromadzeniu informacji, zdobywaniu niezbędnej wiedzy dotyczącej wyznaczonego obszaru oraz ciągłym monitorowaniu sytuacji[20].
- Faza 2 – ocena sytuacji operacyjnej (Operational Appreciation and Assessment of Options). Rezultatem fazy 2 jest zdefiniowanie możliwych do osiągnięcia strategicznych celów wojskowych, określenie warunków wstępnych do osiągnięcia celów operacji oraz określenie ryzyka strategicznego i konsekwencji operacyjnych, a także możliwości ich zmniejszenia[21].
  - Etap 1 – analiza sytuacji strategicznej (Appreciation of SACEUR’S Strategie Assessment) rozpoczyna się z chwilą otrzymania Strategie Warning Order i obejmuje aktywację Połączonej Grupy Planowania Operacyjnego (JOPG), wysłanie oficerów łącznikowych do dowództwa strategicznego. Celem tego etapu jest analiza sytuacji strategicznej, zrozumienie istoty problemu, pożądanego stanu końcowego, celów politycznych-militarnych wynikających z oceny dokonanej przez przełożonego[21].
  - Etap 2 – rekomendacje do projektu koncepcji użycia sił zbrojnych (Assessment of Military Response Options) obejmuje opracowanie i przedstawienie dowódcy strategicznemu rekomendacji do koncepcji użycia sił zbrojnych w ramach opcji odpowiedzi wojskowej[21].
- Faza 3 – orientowanie operacyjne (Operational Orientation) rozpoczyna się po otrzymaniu od dowódcy poziomu strategicznego Strategie Planning Directive, opracowanej na podstawie decyzji Rady Północnoatlantyckiej i wytycznych Komitetu Wojskowego. Obejmuje kompleksową ocenę środowiska operacyjnego, przegląd SPD, analizę zadania i analizę czynników mających wpływ na planowanie operacji oraz sformułowanie wstępnego zamiaru dowódcy[22].
- Faza 4a – opracowanie koncepcji operacji (Operational CONOPS Development). Jej celem jest określenie najlepszego sposobu przeprowadzenia operacji. Faza ta polega na wspólnym zaplanowaniu przez Połączoną Grupę Planowania Strategicznego oraz Połączoną Grupę Planowania Operacyjnego spójnej operacyjnej i strategicznej koncepcji operacji[23].
- Faza 4b – opracowanie planu (Operational OPLAN Development). Celem fazy jest kontynuacja uzgodnień i określenie niezbędnych działań, określenie sposobu prowadzenia operacji, w tym rozmieszczenia, sposobu wykonania zadań i zabezpieczenia sił oraz określenie podstaw do planowania przez podległe i wspierające dowództwa. Efektem jest opracowanie planu operacji[24].
- Faza 5 – kierowanie operacją/weryfikacja planu (Execution, Campaign Assessment, OPLAN Revie) ma na celu realizację opracowanego i zatwierdzonego planu operacji oraz reagowanie na pojawiające się zmiany w czasie prowadzenia operacji. W trakcie operacji dowódcy i ich sztaby prowadzą okresową ocenę działań. Na podstawie wniosków z powyższej oceny, plan może być odpowiednio zmodyfikowany, a dowódcy powinni wydać odpowiednie dokumenty dowodzenia[25].
- Faza 6 – przekazanie odpowiedzialności (Transition) ma na celu opracowanie planu przekazania odpowiedzialności organizacjom międzynarodowym (np. ONZ, Unia Europejska) lub zdolnym do zarządzania podmiotom narodowym i opuszczenia obszaru, w którym prowadzona była operacja[25].